# Càrn a’ Mhàim
Der Càrn a’ Mhàim ist ein 1037 Meter hoher, als Munro und Marilyn eingestufter Berg in Schottland. Sein gälischer Name bedeutet in etwa Berg des Passes. Der Gipfel liegt in der Council Area Aberdeenshire in den zentralen Cairngorms gut 25 Kilometer südöstlich von Aviemore und knapp 20 Kilometer westlich von Braemar.
Auf der Ostseite des Glen Dee liegt der Càrn a’ Mhàim südlich des Ben Macdui, von dessen Gipfel aus gesehen er wie dessen südwestlicher Ausläufer wirkt. Nördlich des Berges ist das Glen Dee über den 836 Meter hohen Pass Lairig Ghru mit der nördlich der Cairngorms liegenden Speyside verbunden. The Devil’s Point liegt dem Càrn a’ Mhàim auf der westlichen Talseite gegenüber. Der Càrn a’ Mhàim besteht im Wesentlichen aus einem langgezogenen, auch als Ceann Crionn Càrn a’ Mhàim bezeichneten Grat, der im Norden über einen auf etwa 800 Meter Höhe liegenden Sattel mit dem Ben Macdui verbunden ist. Der in etwa in Nord-Süd-Richtung verlaufende Grat fällt nach Westen in das Glen Dee mit steilen, felsdurchsetzten Seiten ab, nach Osten besitzt er moderatere, von Heide- und Grasflächen geprägte Hänge. Der höchste Punkt des Càrn a’ Mhàim liegt im Süden des Grats und ist durch einen Cairn gekennzeichnet. Etwas südöstlich liegt ein zweiter, mit 1014 Metern etwas niedrigerer Gipfel, der ebenfalls mit einem Cairn markiert ist. Von diesem Nebengipfel verlaufen zwei breite Grate nach Osten und Südosten, von denen der nördliche Grat in den steilen Felsabbrüchen des Coire na Poite endet, der südliche läuft sanfter in das Gleann Laoigh Bheag aus.

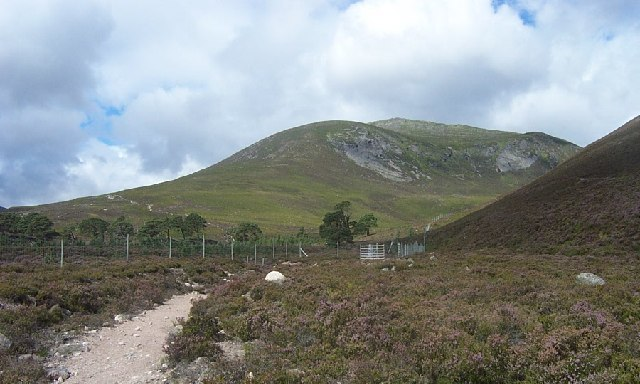
Der Càrn a’ Mhàim von Osten aus dem Gleann Laoigh Bheag
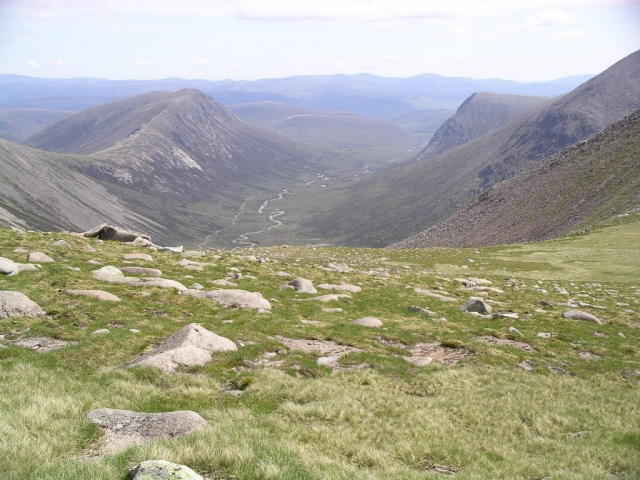
Blick vom Lairig Ghru nach Süden auf den Càrn a’ Mhàim (links) und The Devil’s Point (rechts)
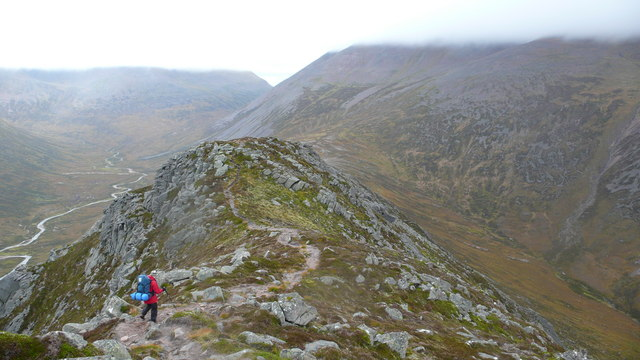
Der Gipfelgrat des Càrn a’ Mhàim, Blick nach Norden
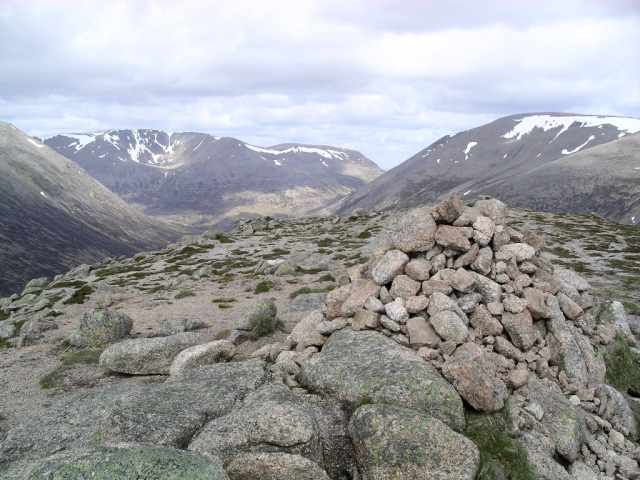
Der Gipfelcairn des Càrn a’ Mhàim, Blick nach Norden auf den Ben Macdui (rechts), den Lairig Ghru (Mitte) und den Braeriach (links)

Durch seine Lage inmitten der unbesiedelten Berglandschaft der Cairngorms weitab öffentlicher Straßen erfordern alle Besteigungen des Càrn a’ Mhàim lange Anmärsche. Am meisten genutzt wird der Zugang aus Richtung Süden. Er beginnt an der von Braemar im Tal des Dee verlaufenden Fahrstraße bei den als Linn of Dee bezeichneten Wasserfällen des River Dee und führt von dort nach Norden durch das Glen Lui und das Gleann Laoigh Bheag zum Südostgrat des Càrn a’ Mhàim und über diesen zum Gipfel. Über den Gipfelgrat und den nördlich anschließenden Sattel besteht eine Übergangsmöglichkeit zur Südwestseite des Ben Macdui. Der Sattel kann auch von Westen über einen steilen Aufstieg vom Lairig Ghru erreicht werden.